# Jindřich Šlik
Jindřich IV. Šlik, hrabě z Holíče a Pasounu (německy Heinrich IV. Schlik, Graf zu Bassano und Weißkirchen; 1580 Cheb – 5. ledna 1650 Vídeň) byl polní maršál a v letech 1632 až 1649 byl předsedou dvorské válečné rady. Pocházel z rodu Šliků.

## Život
V 17 letech vstoupil do císařské armády a bojoval v Uhrách pod generálem Jiřím Bastou. Kolem roku 1604 vstoupil do španělské armády a v době bitvy na Bílé hoře velel moravskému pluku.

### Třicetiletá válka
Během bitvy na Bílé hoře padl do zajetí, ale následně byl omilostněn a od roku 1621 opět sloužil v císařské armádě, kde velel císařskému pluku. Se svým plukem bojoval v Uhrách pod velením generála Buquoye. V roce 1625 byl jeho pluk přidělen Valdštejnovu vojsku a Šlik velel dělostřelectvu.
Při bojích ve středním Německu se účastnil obsazení Magdeburgu. Roku 1626 porazil Mansfelda a byl povýšen do hodnosti polního zbrojmistra (Feldzeugmeister) a velel dělostřelectvu. V Uhrách jej Valdštejn pověřil opevňováním Komárna.
Roku 1627 byl povýšen na polního maršála. V této hodnosti se účastnil Dánské války. Po úspěšném zakončení této války se roku 1630 stáhl do ústraní. V letech 1632–1649 byl prezidentem Dvorské válečné rady. Tuto funkci vykonával až do své smrti 5. ledna 1650. Pohřben byl v bazilice Nanebevzetí Panny Marie na Strahově v Praze.